# Jeukpoeder
Jeukpoeder is een poeder dat op de huid jeuk veroorzaakt.

## Productie
Jeukpoeder kan van verschillende dingen gemaakt worden.
Het meest voorkomende jeukpoeder wordt gemaakt van rozenbottels. In rozenbottels zitten zaden met kleine haren erop. Deze irriteren de huid en dat geeft een jeukerig gevoel. Dit gevoel dwingt het slachtoffer om even snel te krabben. Met dat krabben worden de kleine haartjes nog kleiner gemaakt, verspreid en verder in de huid gewreven. Hierdoor wordt het jeukerige gevoel erger, en het jeukende gedeelte van de huid vergroot. Afhankelijk van hoeveel jeukpoeder er is aangebracht en hoeveel het slachtoffer krabt blijft de jeuk een half uur tot enkele uren.

## Gebruik
Jeukpoeder wordt gebruikt voor het uithalen van practical jokes en kattenkwaad. Het poeder wordt in kleding en in bedtextiel verspreid zodat het slachtoffer erge jeuk ervaart.

## Remedie
Mensen denken vaak dat het helpt om de huid af te spoelen (door bijvoorbeeld te gaan douchen), dit werkt echter alleen voor de grote haren die nog niet helemaal in de huid zijn gewreven. Het helpt dus niet als het slachtoffer al een poosje heeft zitten krabben of het poeder al is ingewreven. Is dat niet het geval dan kan men de huid afspoelen met koud water om het jeukerige gevoel minimaal te verminderen.

## Gevaar
Jeukpoeder kan gevaarlijk zijn voor mensen die lijden aan ademhalingsproblemen; eczeem; hepatitis of een stofwisselingsziekte. In het ergste geval kan jeukpoeder een allergische reactie van de huid veroorzaken of resulteren in gevaarlijke kortademigheid. Het gebruik van jeukpoeder dient dan ook zorgvuldig te worden overdacht. Jeukpoeder kan bij mensen met een gevoelige huid erg nare gevolgen hebben.